# 木本八幡宮
木本八幡宮（きもとはちまんぐう）は、和歌山県和歌山市西庄にある神社。和歌山市木本地区（同市西庄、木ノ本、榎原、古屋）の氏神で、地区の西北端、厳橿山（いつかしやま）と称する小山の中腹に鎮座し、山麓の宮原（みやのはら）に権殿がある。「梯子獅子（はしごしし）」と称される木ノ本の獅子舞（県指定無形民俗文化財）で有名。

## 祭神
- 応神天皇
- 神功皇后
- 日孁大神

## 歴史
『紀伊続風土記』所引「（紀伊）国造家旧記」に、神武天皇の東征に際して、別働隊として神鏡と日矛という2種の神宝（後の日前神宮・国懸神宮（日前国懸神宮）の神体とされる）を奉じた天道根命が両神宝の鎮座地を求めて紀伊国加太浦に来着、次いで当地へ遷り、その後更に毛見浦へ遷った事を伝え、また紀伊国造家の別の古伝として天道根命が日前国懸両大神を奉じて淡路国御原山に天降り、葦毛の馬に乗って加太浦、木本、毛見浦へと遷ったとの伝えを載せているが、社伝によれば、この時に天道根命が日前国懸両大神を厳橿山の橿の木の根本に奉安して祀ったのが起源で、そこから神社を「木本の宮」、地名を「木（ノ）本」と名付けたという（祭神、日孁大神）。なお、『紀伊国名所図会』には日前国懸神宮の南に「飛山」という小丘があり、それは同神宮が現社地に鎮座する時（垂仁天皇16年の事という）に当神社から良土が飛来して積み上がった丘で、神宮の宮域に不浄の事が起きた時にはその土を撒いて清める習いであると記し、『紀伊続風土記』も日前国懸神宮の現鎮座地への遷座に際しては旧鎮座地の所以を以て当神社の土を使って宮地を築き、また宮地の南にはその土が盛られた「小山」と称する小丘（「木ノ本山」とも称した）があって、宮域に不浄があればその部分を除いてこの山の土で填める習慣があった事を伝えている。
その後、神功皇后が三韓征伐を終えて凱旋の途次、麛坂・忍熊両皇子の乱のために誉田皇子（後の応神天皇）が武内宿祢とともに当地に上陸して頓宮を営み、暫時滞在して難を逃れたという事があり、後に欽明天皇の勅命でその頓宮跡に、「しばらく」滞在した故事に因んで「芝原（しばはら）八幡宮」と称する八幡宮（祭神、応神天皇、神功皇后）が創建されたといい、遙かに降った元和4年（1618年）にこの木本・芝原の両宮が一体化して「木本八幡宮」と称するようになったという。なお、現在は厳橿山山麓一帯に住宅街が広がるが、往古は山麓直下まで海岸線が迫っていた。
ただし、以上の中で八幡宮の創祀に関しては応神天皇駐蹕の跡とは信じ難いとして、天平時代（8世紀中頃）に当地一帯が大和国大安寺の寺領とされていたことから、同寺の鎮守八幡（現八幡神社）を勧請したものと見る説や、大安寺が先鞭をつけたにせよその後の積極的な開発の形跡がないので早々に土地の領有権を放棄したか或いは喪失したと思われ、代わって平安時代末期に大和東大寺末の崇敬寺（現安倍文殊院）が木本庄を所領して経営に当たっているので、本寺である東大寺の鎮守八幡（現手向山八幡宮）を勧請したものであり、東大寺による天永2年（1111年）の木本庄所領目録に現れる「八幡」がこれであろうとの説もある。
中世以降は両宮とも在地の土豪等から多くの田畠が寄進される等、木本庄の鎮守神としての崇敬を集めたが、天正13年（1585年）の豊臣秀吉による紀州攻略の兵火に罹って社殿等を焼失したため、江戸時代に入って慶長8年（1603年）に両宮の仮神殿を再建し、元和4年に芝原八幡宮を木本宮へ合祀する形で「木本八幡宮」として再興し（八幡宮の跡地には権殿を建てる）、以後地域の産土神として崇められている。
文久元年（1861年）に孝明天皇による攘夷の祈願がなされるとともに正一位の神階が授けられ、明治6年（1873年）4月に村社に列し、同8年10月に県社へ昇格した。

## 神事
例祭は古く8月15日に行われ、太陽暦に改暦後は10月15日とされたが、現在は10月14日以後の最初の日曜日に斎行される。前日（宵宮）に山腹の本殿から山麓の権殿へ神霊の遷座が行われ（「下遷宮」と称す）、翌朝権殿前において例祭斎行後、獅子舞の奉納（後述）等があり、更に「上遷宮」と称して氏子の西庄、古屋、木ノ本の3地区から3基の神輿が出され、豊作と豊漁を祈って海岸までの渡御と禊ぎが行われる。昭和30年代（1960年前後）までは「妙座（みょうざ）」という宮座が営まれており、「妙山（みょうやま）」という座有の山林から伐採した木材を販売して祭典費を賄っていた。

### 御田祭（おんださい）
1月7日の午後に拝殿で行われる、農具の模型を使って農耕の様子を模倣し、当年の稲の豊作を祈る予祝儀礼。ほとんどの所作を宮司1人で演じる点に特徴がある。献饌後に「佃（つくだ）神事」が始まり、まず鍬で土を掘り起こし（「春鍬（はるくわ）」。以下鉤括弧内は所作の名称）、以下牛に引かせる体で唐鋤で耕作し（「カラスキ」）、鍬で畦を固めて（「畦塗り」）、朳（えぶり）を上下に振りかざし（「エブリ」）、籾殻と切麻を稲種に見立てて蒔く所作をして「佃神事」を終える。その後、献酒、奉幣、祝詞奏上となり、祝詞奏上後再び神事となる。後半は鍬を執った宮司と稲束を持った者が向き合ってそれぞれの持ち物を交差させながら左右に振り（田植えを表すという）、鍬を鎌に持ち替えて同じ動作を繰り返す（これで稲刈りを表すという）。次いで簓を擦って脱穀の音に模し（「ササラ」）、籾殻を盛った三宝と空の三宝が出されて籾を移し替えてから（「ツツミ」。米の計量の様という）、巫女舞、撤饌となり、三宝に盛った籾を参詣者に授与して終了となる。なお、御田祭の各所作にはそれぞれ専用の唱え詞が付随する。
御田祭自体は日本全国で行われ、当県でも地域的に近しい丹生都比売神社を始めとする他の社寺でも行われているが、他県では田植えを以て終える場合が多いのに対し、収穫され計量されるところまでを演じる点が当県の特徴である。その一方で、県内他社寺においては牛は登場するものの牛耕の様を演じることは見えず、牛耕の様を演じる点は畿内他県に同じい。そこから丹生都比売神社等とは別系統の神事であるとの推測ができ、あるいは当神社一帯が畿内型の農耕技術に従っていたことを示すもの、または他の社寺が山地に位置していたため牛耕が不可能であったことを示すものとの指摘もある。また、御田祭の性格から神事後の籾の授与が重要な意味を持ち、かつてはその籾を神聖な種籾として各農家の神棚で祀った後に実際に播種されたというが、現在では農家の参拝自体が減少している。

### 木ノ本の獅子舞
例祭前日（土曜日）の宵宮と例祭当日の両日、権殿前の広場で奉納される。獅子は黒塗りの雄獅子、2人1組の3組が交代で演じ、笛、太鼓、鉦（かね）がそれを囃す。最初は地上に筵8枚を敷き延べ、そこで「龍の舞」「孔雀の舞」「鶴亀の舞」「ねじ」「ねんねんころり」「居眠り」「股ねずり」等を舞い、次いで山車（だんじり）上およそ5メートルほどの高さに渡された2本の青竹を足場とする舞いに移る。山車上の舞いは獅子が吾が子を千仞の谷へ落として仔獅子の勇気を試すという故事に因み、谷底に蹴落とす様や心配気に谷底を覗く様が何度か繰り返され（「谷のぞき」という）、その後這い上がる仔獅子の姿を見て安心したのか座り込んで居眠りをし（「居眠り」という）、目覚めると勢いよく3度反り返り（「それる」という）、最後に逆立ちとなって梯子を降って終える。その後氏子地区内の三道（さんど）の辻等へ出向いて舞う他（「道中獅子」という）、神輿に供奉して海岸まで赴きともに禊ぎをし、夕刻に権殿前へ戻って最後に1舞い演じる。また、最後の獅子舞の後には青竹上で思い思いの舞いを演じる「真似獅子」も行われる。昭和41年（1966年）4月12日に和歌山県の無形民俗文化財に指定された。
平成初年時点（20世紀末）で500年の伝統を有すとされているが、社伝によれば神亀元年（724年）聖武天皇の玉津島行幸に際して芝原八幡宮で放生会を行ったことに起源を持ち、古くは「放生祭」と称したという。長らく8月15日を祭日としていたので、同日に日本各地の八幡宮で行われた放生会に共通する神事が起源で、神事の後に行われた法楽芸能に流れを持つものともされ、また、近世に紀ノ川流域の諸社寺において伊勢大神楽系の獅子舞が流行・採用された後も、それとは別系統の獅子舞として伝承されたものともされる。

## 祠官
山本氏が宮司職を世襲。社蔵の建徳2年（1371年）の文書に「山本の神主」と見えるが、『紀伊続風土記』によれば、同家は建徳以来連綿と続く旧家で、近世には北方山中にあった葛城二十八宿の2番目の宿である「二之宿観音堂」の別当職を兼ねていた。

## 社殿
本殿は中規模の三間社流造檜皮葺で正面を格子戸とする。元和5年（1619年）の竣功。天正13年の兵火に罹って焼失した社殿を再興したもの。全体的に桃山時代の様式を踏襲し、彫刻や木鼻の形もよく整い、建築年代の指標となる貴重な遺構とされる。建立当初の建築部材もよく残されているが、そこに施された極彩色と丹塗りの殆どが剥落している点が惜しまれるという。昭和49年（1974年）12月9日に和歌山県の有形文化財（建造物）に指定。
その他、本殿前に拝殿（兼神饌所）が建ち、そこより少しく低い場所に遙拝殿、神馬舎等が、山麓に例祭で遷座が行われる権殿（旧芝原八幡）がある。

## 末社
境内に若宮神社（仁徳天皇）、高良神社（高良玉垂命）、三嶽（みたけ）神社（金山毘古命・八衢比古命・八衢比売命）、天神社（菅原道真公）、住吉神社（住吉三神）、日吉（ひえ）神社（大山咋神・大国主神）、2社相殿の蛭子（ひるこ）神社諏訪（すほう）神社（蛭子（えびす）神・事代主神・建御名方神）、水分神社（天之水分神・国之水分神・大綿津見神・大年神・市杵島比売命）、稲荷神社（宇迦之御魂神）の10末社、飛地境内として姫神社（和歌山市榎原）、蛭子若宮神社（同古屋）の2末社がある。

## 文化財
和歌山県指定有形文化財
- 本殿 附 宮殿（厨子）1基、棟札3枚

和歌山県指定無形民俗文化財
- 木ノ本の獅子舞

和歌山市指定文化財
- 木本八幡宮文書1巻（文書書跡、昭和46年（1971年）1月9日指定）

木本八幡宮に伝わる南北朝時代以降の文書15通。田畠等の寄進に関する内容が大部分を占める。なお、本文書とは別に宮司山本家に伝わる文書数通もある。
その他
- 扁額

『紀伊国名所図会』に古くは鳥居に架かっていたという社蔵の扁額が紹介されている。縦3尺4寸5分（約1.1メートル）、横1尺8寸5分（約0.6メートル）の大きさで「八幡宮」の3文字が書された小野道風筆のものと伝え、著者高市志友の実見するところ「真跡疑なきもの」であったという。
- 万葉歌碑

境内に建ち、額田王の「莫囂円隣之大相七兄爪謁気 我が背子（せこ）が い立たせりけむ 厳橿が本」の歌を刻む。斉明天皇4年（658年）に天皇の紀温泉（きのゆ。現白浜温泉）への行幸に随従した王の歌であるが、社伝によれば「厳橿が本」とは即ち当神社の事で（由緒節参照）、この行幸の途次で王が当神社に参拝し、その折に詠んだものであるという。
- 石燈籠2基

参道の石段を登りつめた場所（拝殿前）の両脇に建ち、「垣内正福院／御神燈／文政二己卯年／八月十五」と刻まれている。即ち、近世に木ノ本の庄屋等を勤めた豪農、垣内正福院（しょうくい）家から文政2年（1819年）の例祭日に奉納されたものである。因みに同家は高橋姓も称し、後に高橋克己を生んでいる。また有吉佐和子の母方の祖母の実家でもあり、同家の歴史は佐和子の小説『助左衛門四代記』において題材とされた。